# Marcus McElhenney
Marcus McElhenney (ur. 27 lipca 1981 w Drecel Hill) – amerykański wioślarz.

## Osiągnięcia
- Mistrzostwa Świata – Mediolan 2003 – czwórka ze sternikiem – 1. miejsce[1].
- Mistrzostwa Świata – Gifu 2005 – czwórka ze sternikiem – 2. miejsce[1].
- Mistrzostwa Świata – Gifu 2005 – ósemka – 1. miejsce[1].
- Mistrzostwa Świata – Eton 2006 – ósemka – 3. miejsce[1].
- Mistrzostwa Świata – Monachium 2007 – ósemka – 4. miejsce[1].
- Igrzyska Olimpijskie – Pekin 2008 – ósemka – 3. miejsce[1].
- Mistrzostwa Świata – Poznań 2009 – dwójka ze sternikiem – 1. miejsce[1].